# Lethe (Gottverreckte Finsternis)
Lethe (Gottverreckte Finsternis) è il primo album in studio del gruppo musicale tedesco Nocte Obducta.

## Tracce
1. Im Bizarren Theater – 7:28
2. Eine Teichoskopie – 6:36
3. Begraebnisvermaehlung – 8:11
4. Lethe - Teil 1 – 1:38
5. Honig Der Finsternis/Phiala Vini Blasphemiae – 10:22
6. Lethe - Teil 2 – 3:41
7. Solange Euer Fleisch Noch Warm Ist – 6:01
8. Der Erste Frost – 3:46
9. N.-D. – 27:05

## Formazione
- Torsten, der Unhold - voce
- Marcel Va. Tr. - chitarra
- S. Magic M. - chitarra
- Sathonys - basso
- Matthias - batteria
- Alex - tastiera